# Merlischachen
Merlischachen ist eine Ortschaft der politischen Gemeinde Küssnacht im Kanton Schwyz in der Schweiz.

## Bevölkerung
- Konfessionen: 53,6 % römisch-katholisch, 15 % reformiert
- Ausländeranteil: 18,46 %

## Geschichte
Der Name Merlischachen soll sich vom lateinischen merula („Amsel“) und vom deutschen Schachen (kleiner Wald) ableiten lassen und bedeutet also „Amselwäldchen“.
Das Gelände am Vierwaldstättersee wird erstmals 1168 erwähnt, als der Ritter Hermanno de Merlascachen in einer Schenkungsurkunde als Zeuge auftritt. Dieser wohnte in einem Turm, an den noch die Liegenschaft Burg erinnert. Die Wiesen, Wälder und Rebberge sowie die Fischereirechte gehörten den Klöstern Luzern und Engelberg. Mit der Ausweitung der Eidgenossenschaft griffen die Schwyzer zu: Sie kauften 1440 für 60 rheinische Goldgulden die Herrschaftsrechte und vereinigten Merlischachen mit Küssnacht. Um 1450 stiftete der reiche Hans Schnider die erste Kapelle, 1792 wurde die Kaplanei gegründet.

## Verkehr
Merlischachen liegt an der Verbindungsstrasse Luzern–Küssnacht und an der Bahnstrecke Luzern–Immensee.

## Sehenswürdigkeiten

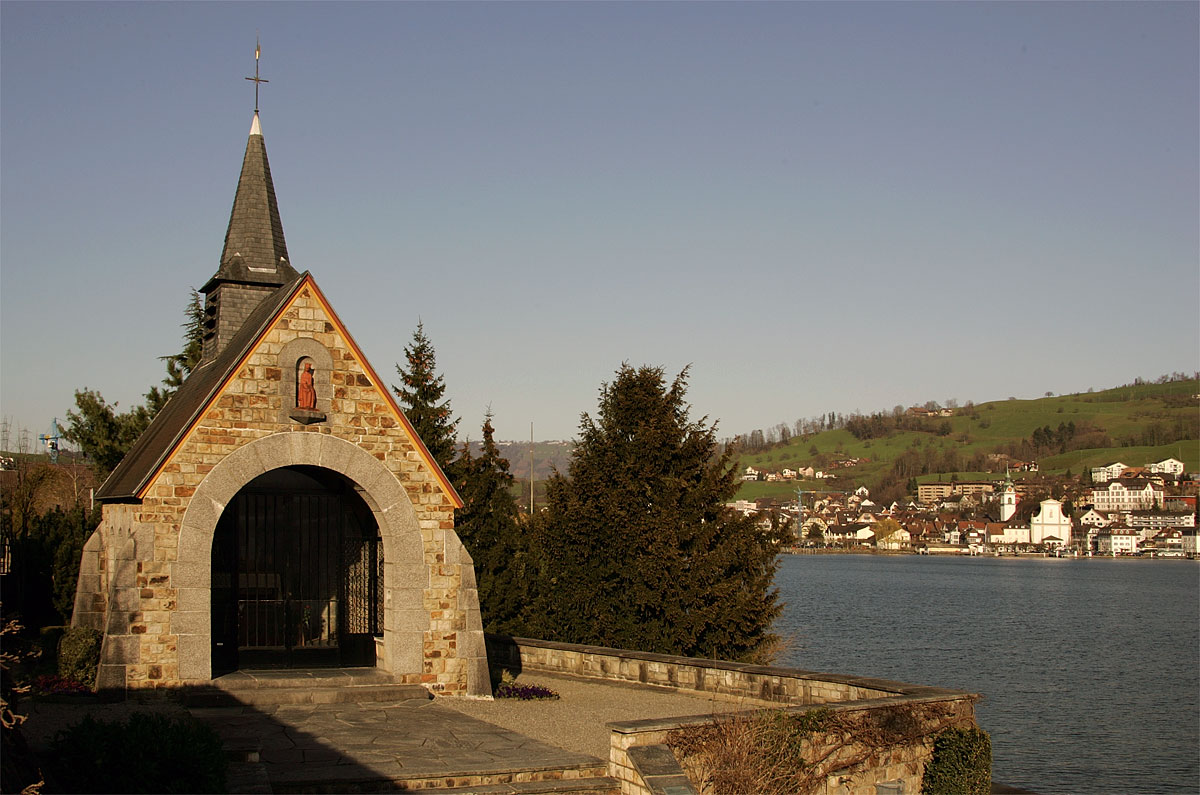
Königin Astrid-Kapelle

Bekannt ist Merlischachen besonders für die blumengeschmückten Schwyzer Häuser im Dorfkern. Zeugen aktueller Bautätigkeit sind das neue Schulhaus und der Dorfbrunnen.
Dank seinen Gastronomiebetrieben ist Merlischachen zu einem Ort für Hochzeiten sowie zu einem Ferien- und Tagungsort geworden. Zwischen Küssnacht und Merlischachen befindet sich auch die Astrid-Kapelle. Sie wurde zur Erinnerung an die belgische Königin errichtet, die 1935 an dieser Stelle bei einem Autounfall tödlich verunglückte.